# Symphonic black metal
Il black metal sinfonico o symphonic black metal è un sottogenere del black metal sorto intorno alla metà degli anni novanta.
A seconda del gruppo può trattare temi come l'oscurità, il paranormale, i vampiri, il romanticismo oppure altre come anticristianesimo, satanismo, o ancora temi riguardanti le leggende pagane nordeuropee. Il cantato è prevalentemente in scream o in growl (escluse rare parti melodiche), e l'uso della batteria è spesso estremizzato. In più, come il termine stesso suggerisce, ha una base sinfonica dovuta all'impiego delle tastiere (piano, clavicembalo, organo) o di strumenti orchestrali, in particolare gli archi, con l'eventuale aggiunta di cori e voci femminili.

## Le band

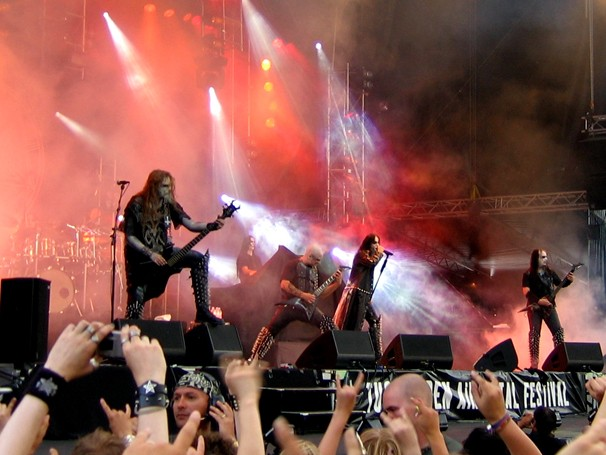
I Dimmu Borgir al Tuska Open Air Metal Festival nel 2005.

Tra i primi gruppi symphonic black metal vi furono i norvegesi Emperor e Dimmu Borgir, che aggiunsero tastiere e inserti sinfonici ad una base musicale che traeva ispirazione dal black metal classico di Mayhem e Darkthrone. In questa corrente viene dato peso anche all'aspetto melodico e tecnico. 
Ciò gli conferisce carattere più atmosferico rispetto al black metal tradizionale, grazie all'utilizzo delle tastiere che ne arricchisce la componente armonica, e ciò ha valso al black metal sinfonico un notevole successo nell'ambito del metal estremo, contribuendo anche ad un aumento di popolarità del black metal stesso.
Nel 1996 i Dimmu Borgir pubblicarono Stormblåst, loro secondo album in studio, considerato una pietra miliare per il genere, nel quale erano rintracciabili elementi sinfonici ispirati a compositori classici del periodo romantico, quali Richard Wagner e Antonín Dvořák.
Ancora più importante fu il successivo Enthrone Darkness Triumphant del 1997, considerato dalla critica il capolavoro dei Dimmu Borgir, che riscosse anche un ottimo successo commerciale.
Oltre ai gruppi scandinavi è da citare anche quello degli inglesi Cradle of Filth, che nel 1996 si affermarono tra i maggiori esponenti del symphonic black metal con l'uscita dell'EP V Empire or Dark Faerytales in Phallustein e soprattutto con quella del secondo album, Dusk... and Her Embrace (1996), nel quale erano ampiamente presenti, per la prima volta nel genere, anche parti vocali melodiche eseguite da soprano femminili e forti influenze gothic metal, che contribuirono ad aprire la strada per l'enorme successo poi riscosso dalla band.
Il symphonic black metal è stato negli anni sviluppato e portato avanti da numerose altre band provenienti soprattutto dalla Scandinavia, come Troll, Limbonic Art e Old Man's Child, ma anche dai francesi Anorexia Nervosa e gli italiani Theatres des Vampires, che riscossero un buon successo anche nel resto del mondo.